# Maren Mjelde
Maren Mjelde (ur. 6 listopada 1989 w Bergen) – norweska piłkarka, grająca na pozycji obrońcy lub pomocnika w klubie Chelsea F.C. Women, wielokrotna reprezentantka Norwegii.

## Kariera piłkarska

### Kariera klubowa
Wychowanka klubu Fri IL. Swoją karierę zawodową rozpoczęła w drużynie Arna-Bjørnar, skąd w styczniu 2013 przeniosła się do Turbine Potsdam. 1 lipca 2014 została zawodniczką Kopparbergs/Göteborg. Po pół roku wróciła do Norwegii, gdzie zasiliła skład klubu Avaldsnes. 22 listopada 2016 roku podpisała kontrakt z Chelsea.

### Kariera reprezentacyjna
27 października 2007 roku po raz pierwszy zagrała w seniorskiej kadrze narodowej w wygranym 3:0 meczu kwalifikacyjnym do mistrzostw Europy z Rosjankami. Wcześniej broniła barw juniorskich i młodzieżowych reprezentacji Norwegii. Występowała na wielu turniejach finałowych mistrzostw Europy i świata. 

## Sukcesy i odznaczenia

### Sukcesy klubowe
Avaldsnes
- wicemistrz Norwegii: 2015
- finalista Pucharu Norwegii: 2015

Turbine Potsdam
- zdobywca DFB-Hallenpokal kobiet: 2013, 2014
- wicemistrz Niemiec: 2012/13

Chelsea
- mistrz Anglii (3x): 2017/18, 2019/20, 2020/21
- zdobywca FA Women's Cup: 2018
- zdobywca FA Women's League Cup: 2019/20, 2020/21
- zdobywca FA Women's Community Shield: 2020
- finalista Ligi Mistrzyń UEFA: 2020/21

### Sukcesy reprezentacyjne
- zdobywca Algarve Cup: 2019

### Sukcesy indywidualne
- nominowana na listę All-Star-Team mistrzostw Europy: 2009, 2013